# Ernesto Nathan Rogers
Ernesto Nathan Rogers (Trieste, 16 marzo 1909 – Gardone Riviera, 7 novembre 1969) è stato un architetto e teorico dell'architettura italiano.

## Biografia

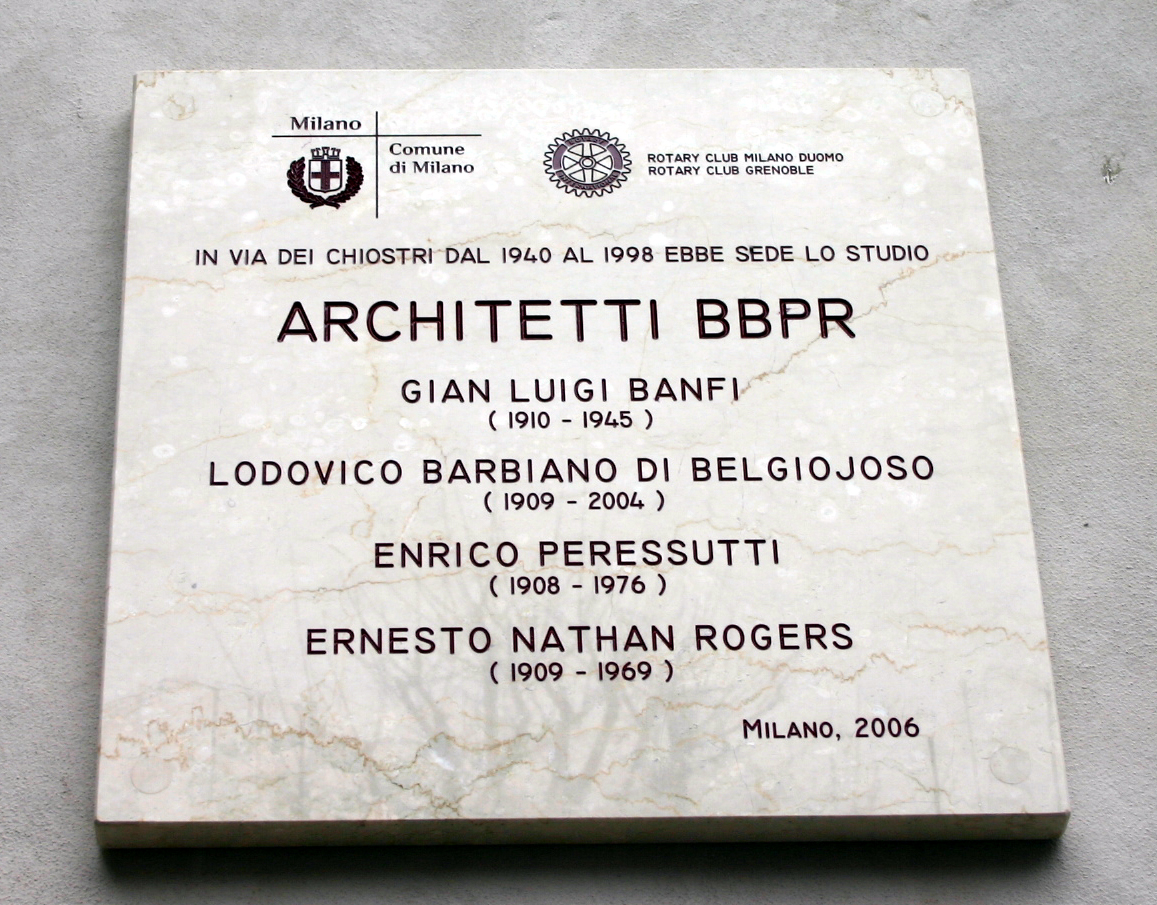
Lapide all'esterno dei Chiostri di San Simpliciano a Milano, che ricorda che essi furono sede dal 1940 al 1998 dello Studio BBPR, importante per la storia dell'architettura italiana del secondo dopoguerra.

Nato a Trieste da padre britannico e madre italiana, si laureò in Architettura presso il Politecnico di Milano nel 1932. Nello stesso anno fondò con i compagni di studi Lodovico Barbiano di Belgiojoso, Enrico Peressutti e Gian Luigi Banfi lo studio di architettura BBPR.
Nel periodo tra le due guerre le attività di Rogers coincidono sostanzialmente con l'impegno nello studio BBPR.
Nel 1943 Rogers, ebreo, si rifugiò in Svizzera in seguito all'occupazione germanica mentre lo studio BBPR, dopo l'emanazione delle leggi razziali del 1938 e ancor più durante il regime nazifascista, divenne uno dei punti di riferimento per la Resistenza milanese e il movimento Giustizia e Libertà. Proprio a causa del loro impegno Banfi e Belgiojoso furono deportati durante gli ultimi anni della seconda guerra mondiale nel campo di concentramento di Gusen dove Banfi perse la vita.
Al suo ritorno in Italia nel 1945 Rogers, pur mantenendo un ruolo attivo e spesso determinante nei lavori dello studio BBPR, che si era ricostituito subito dopo la guerra mantenendo il medesimo nome, andò nel contempo affermandosi come una delle principali personalità teoriche e critiche della scena architettonica milanese.

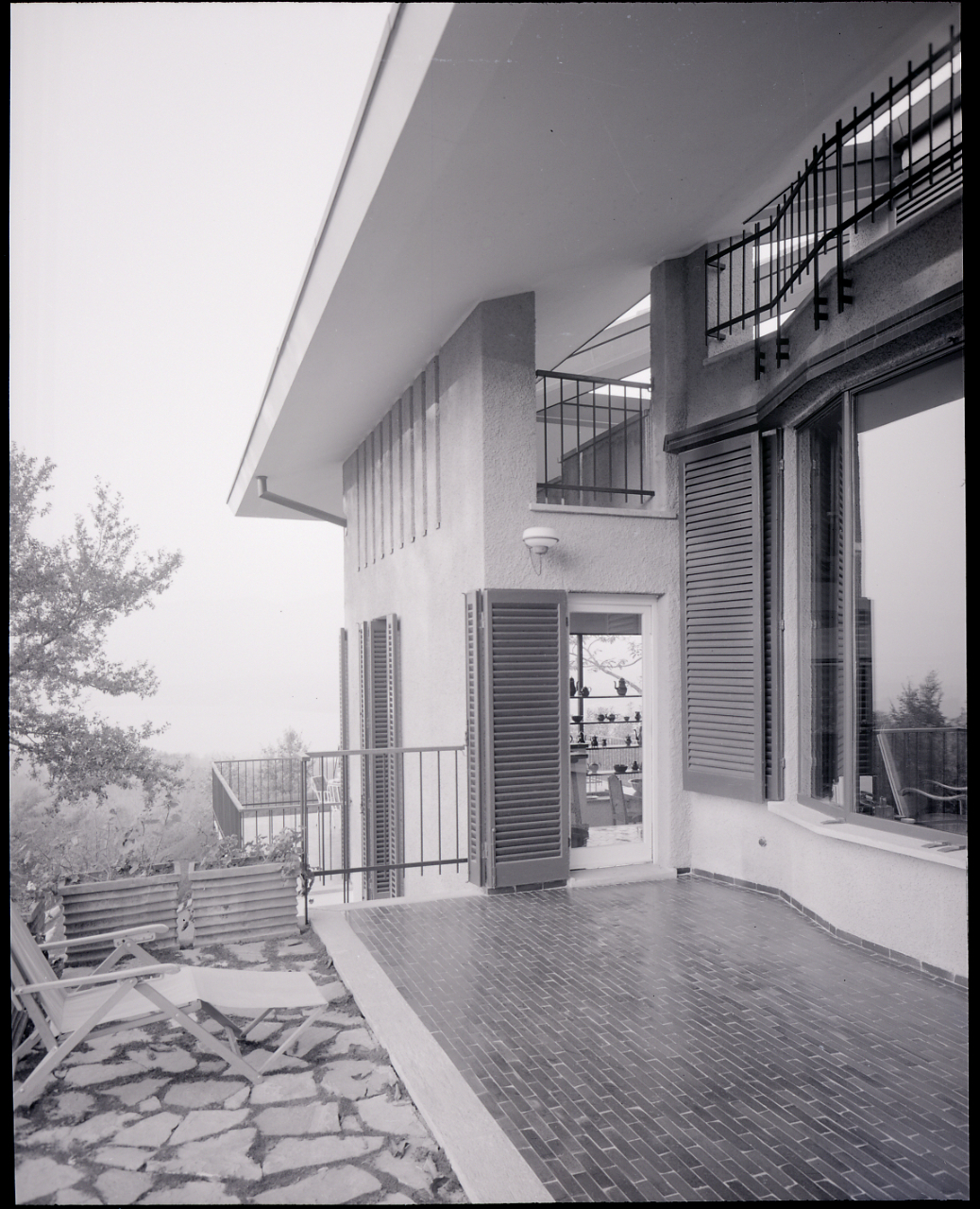
Varese. Villa realizzata su progetto dell'architetto Ernesto Nathan Rogers. Foto di Paolo Monti, 1963

Attraverso la direzione delle due importanti riviste di architettura Domus (Gennaio 1946 - Dicembre 1947) e Casabella (1953 - 1965), e in particolare attraverso i suoi editoriali diventati celebri, Rogers definì progressivamente una originale impostazione teorica sull'architettura, fortemente influenzata dai contemporanei studi di Enzo Paci su Edmund Husserl e sulla Fenomenologia e dal personale interesse per John Dewey, soprattutto dal punto di vista pedagogico. Contemporaneamente, nelle redazioni delle riviste da lui dirette andò costituendo un gruppo di giovani architetti (Aldo Rossi, Vittorio Gregotti, Giorgio Grassi, Gae Aulenti, Giotto Stoppino, Guido Canella e Giancarlo De Carlo tra gli altri) destinati ad influenzare profondamente la cultura architettonica europea.
Particolare rilevanza nella personalità di Rogers ebbe l'attenzione per la didattica e la formazione dell'architetto e in particolare l'impegno come professore presso il Politecnico di Milano dove, per l'ostracismo della parte più tradizionalista dell'accademia e nonostante la grande passione e il seguito che aveva presso gli studenti, divenne professore di ruolo solo nel 1964, pochi anni prima della sua prematura morte.
Figlio di un suo cugino è stato l'architetto britannico Richard Rogers, anch'egli nato in Italia, che decise di studiare architettura solo dopo aver prestato il servizio militare influenzato dalla figura del cugino del padre.

## Riconoscimenti
Nel 1961 la Torre Velasca fu insignita del premio nazionale per un'opera realizzata, assegnato annualmente dall'IN/ARCH.
Gli è stata intitolata una via di Milano e un'aula (Aula Rogers) nel dipartimento di architettura del Politecnico di Milano. 

## Scritti
- Esperienza dell'architettura, Skira, 1997
- Il senso della storia, continuità e discontinuità, Unicopli, 1999
- Lettere di Ernesto a Ernesto e viceversa, Archinto, 2000
- Gli elementi del fenomeno architettonico, Marinotti, 2006
- Editoriali di architettura, Zandonai, Rovereto 2009